# Kostel svaté Anny (Skřivany)
Kostel svaté Anny je původně barokní kaple, později přetvořená na kostel. Stavba vznikla v roce 1720 ve Skřivanech v blízkosti zámku.

## Historie
Budova podle architektonického návrhu Donata Morazziho vznikla původně v roce 1720 jako zámecká kaple Nanebevzetí Panny Marie a sloužila výhradně pro potřeby obyvatel zámku. Jejím investorem byl Jan Václav hrabě z Bubna a Litic (nad vchodem kaple je umístěn erb tohoto šlechtického rodu). Teprve postupem času začala kaple sloužit jako obecní kostel Rodiny Páně. V roce 1842 pak bylo změněno patrocinium a kostel byl zasvěcen svaté Anně.
V roce 1964 byla zapsána do Ústředního seznamu kulturních památek České republiky.

## Architektura

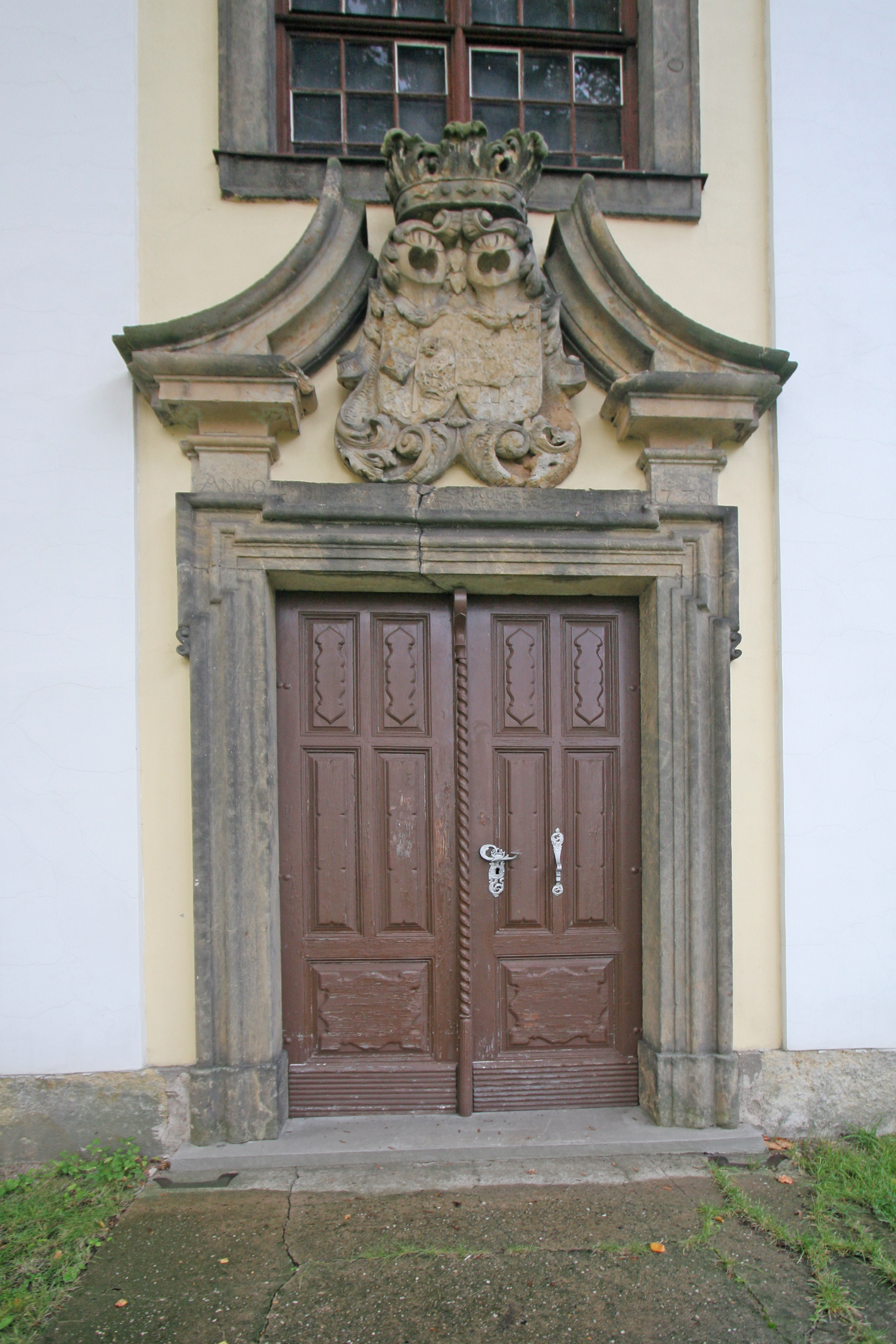
Bohatě zdobený portál s aliančním erbem

Stavba je jednolodní, s trojboce uzavřeným presbytářem. Po stranách je sakristie a oratoř. Střecha kostela je valbová a uprostřed stojí osmiboký sanktusník s lucernou a jehlancovou stříškou s makovicí. Západní průčelí je zdobeno čtyřmi pilastry nesoucími římsu, nad ní se pak zvedá tvarovaný štít. Ve štítu je umístěn výklenek se sochou Anděla strážce. Hlavní vstup je vsazen v bohatě zdobeném portále, v jehož štítu je alianční znak Bubnů z Litic a Becků.
Pod kostelem se nachází krypta, v níž je pohřbeno několik členů rodiny Ledvinků z Adlerfelsu – ti byli vlastníky zámku a panství v 19. století.
V blízkosti kostela je umístěna samostatně stojící dřevěná zvonice. Původně byla zvonice, pravděpodobně rovněž z roku 1720 jako kostel, umístěna kostelu blíže. Po požáru v areálu zámku v roce 1905 byla ale nová zvonice vybudována na současném místě.

## Vybavení
Zařízení kostela pochází z období stavby. Původní obraz Petera Paula Rubense, umístěný na hlavním oltáři, byl v roce 1894 nahrazen kopií. Kazatelna pochází z 1. poloviny 19. století a je empírová. Ve výklencích u hlavního vstupu jsou umístěny dřevěné sochy svatého Petra od Ferdinanda Maxmiliána Brokoffa (či z jeho dílny) a svatého Pavla od jičínského sochaře Josefa Rychtery. Varhany z roku 1895 pocházejí z dílny kutnohorského varhanáře Antonína Mölzera.

## Aktivity
Kostel svaté Anny spadá do římskokatolické farnosti Vysoké Veselí. Bohoslužby se v něm konají nepravidelně.